# Маршалл, Алан
А́лан Ма́ршалл (англ. Alan Marshall, 2 мая 1902, Нурат, штат Виктория — 21 января 1984, Мельбурн) — австралийский писатель, военный корреспондент, публицист.

## Биография
В возрасте шести лет перенёс полиомиелит, оставивший его инвалидом, что повлияло на его жизнь и литературную карьеру.
В 1920-х годах начал литературную деятельность. В 1930-е годы писал новеллы. В годы Второй мировой войны работал корреспондентом фронтовой газеты.
Его наиболее известная книга «Я умею прыгать через лужи» (1955) является первой частью его автобиографической трилогии. Две другие книги: «Это трава, что повсюду растет» (1962) и «В сердце моём» (1963). Герои книги и места, в которых происходит действие, имеют реальные прототипы: гора Туралла — это гора Нурат, под именем озера Тураллы скрывается озеро Кейламбет, семейство Каррузеров срисовано с Блейков, прототипом миссис Колон была Мэри Колон из Дикси, Теранг; наконец, Джо — лучший друг героя книги — списан с товарища Алана Маршалла Лео Кармоди.
Австралийский поэт и писатель Хал Портер в 1965 году написал о Маршалле: «…воплощение всего лучшего и героического, что есть в человеке. Легко сочетая в себе простоту и душевность с невероятной храбростью и силой духа, он помогает найти силы и выйти из беспросветной тьмы, что спускается иногда на сильных людей».
Также Маршалл собирал и публиковал легенды аборигенов Австралии.
Алан Маршалл умер 21 января 1984 года. Похоронен на кладбище Nillumbik Cemetery, штат Виктория.

### Автобиографические произведения
- «Я умею прыгать через лужи», Мельбурн: F.W. Cheshire, 1955
- «Это трава, что повсюду растёт», Мельбурн: F.W. Cheshire, 1962
- «В сердце моём», Мельбурн: F.W. Cheshire, 1963

### Коллекции легенд
- «Мифы аборигенов Австралии», Мельбурн: Gold Star Publications, 1972
- «Ныряя в темноту», с иллюстрациями Ноэль Коунихан, Мельбурн: F.W. Cheshire & London: Wadley & Ginn, 1949

### Другие произведения
- «Это мои люди», Мельбурн: F.W. Cheshire, 1944
- «Ourselves Writ Strange». Мельбурн: F.W. Cheshire, 1948
- «Как прекрасны твои ноги», Мельбурн Chesterhill Press, 1949
- «Шёпот на ветру». Томас Нельсон (Австралия) Ltd, 1969
- «Как я сталкивался с приятелем» / англ. «Bumping into Friends», 1950
- «Вот как жили люди в Спиво…» / англ. «They were Tough Men on the Speewah», 1956
- «Поездка в автобусе» / англ. «Catching the Bus», 1949

## Память
В 1981 году Australian Broadcasting Corporation выпустила 9-серийный мини-сериал по мотивам трилогии Алана Маршалла. В 1982 году актёр Адам Гарнетт, сыгравший Маршалла, получил премию Logie Award.
В 1985 году в долине Этлам, где Маршалл прожил большую часть жизни, было учреждено Ежегодное состязание новеллистов памяти Алана Маршалла.